# 西区 (大巴哈马)
西區（英語：West End）是巴哈馬大巴哈马岛上最古老的城鎮，同時也是該島最西面的定居點。西區也是大巴哈馬目前的首府以及巴哈馬的第三大定居點。西區有一個機場，機場內的飛機大多為私人飛機。